# Rayan Raveloson
Rayan Raveloson (Anosibe Ifanja, 16 gennaio 1997) è un calciatore malgascio, centrocampista dello Young Boys e della nazionale malgascia.

## Caratteristiche tecniche
Interno di centrocampo, solitamente viene schierato come mediano anche se da ottimi risultati come mezzala e all'occorrenza pure da terzino destro. Giocatore completo, dotato di una buona velocità che gli permette di essere efficace anche nei tempi dei contrasti e nel recuperare i palloni, tecnicamente è valido e presenta anche buone caratteristiche nell'impostazione del gioco si dimostra efficace anche in fase realizzativa data la sua buona capacità negli inserimenti e un tiro da fuori potente e preciso

## Carriera

### Club
Cresciuto nel settore giovanile della Tours, ha esordito in prima squadra il 17 ottobre 2014 in occasione del match di Ligue 2 perso 2-1 contro il Nîmes. Rimane al Tours per quattro stagioni, accumulando 61 presenze e segnando tre reti in tutte le competizioni
Nel 2018 è viene acquistato dal Troyes, con i quali rimane per tre stagioni collezionando 90 presenze e sei reti tra campionato e coppe e conquistando, nella stagione 2020-2021, la promozione nella massima serie francese. Il 20 maggio 2021 viene acquistato dal LA Galaxy.

### Nazionale
Il 2 giugno 2019 esordisce con la nazionale malgascia subentrando nel secondo tempo durante la amichevole giocata contro il Lussemburgo. Il mese successivo viene convocato per prendere parte alle Coppa d'Africa 2019 in cui viene impiegato per quattro volte, tre volte subentrando a partita in corso nella fase a gironi e una volta partendo da titolare nell'ottavo di finale giocato contro la Repubblica Democratica del Congo.

## Statistiche

### Presenze e reti nei club
Statistiche aggiornate al 18 aprile 2025.
| Stagione         | Squadra          | Campionato       | Campionato | Campionato | Coppe nazionali | Coppe nazionali | Coppe nazionali | Coppe continentali | Coppe continentali | Coppe continentali | Altre coppe | Altre coppe | Altre coppe | Totale | Totale | Totale |
| Stagione         | Squadra          | Comp             | Pres       | Reti       | Comp            | Pres            | Reti            | Comp               | Pres               | Reti               | Comp        | Pres        | Reti        | Pres   | Reti   |        |
| ---------------- | ---------------- | ---------------- | ---------- | ---------- | --------------- | --------------- | --------------- | ------------------ | ------------------ | ------------------ | ----------- | ----------- | ----------- | ------ | ------ | ------ |
| 2014-2015        | Tours            | L2               | 1          | 0          | CF+CdL          | -               | -               | -                  | -                  | -                  | -           | -           | -           | 1      | 0      |        |
| 2015-2016        | Tours            | L2               | 7          | 0          | CF+CdL          | 1+0             | 0+0             | -                  | -                  | -                  | -           | -           | -           | 8      | 0      |        |
| 2016-2017        | Tours            | L2               | 19         | 1          | CF+CdL          | 1+1             | 0+0             | -                  | -                  | -                  | -           | -           | -           | 21     | 1      |        |
| 2017-2018        | Tours            | L2               | 26         | 1          | CF+CdL          | 3+4             | 0+1             | -                  | -                  | -                  | -           | -           | -           | 33     | 2      |        |
| Totale Tours     | Totale Tours     | Totale Tours     | 53         | 2          |                 | 10              | 1               |                    | -                  | -                  |             | -           | -           | 63     | 3      |        |
| 2018-2019        | Troyes 2         | N3               | 1          | 0          | -               | -               | -               | -                  | -                  | -                  | -           | -           | -           | 1      | 0      |        |
| 2018-2019        | Troyes           | L2               | 28+1       | 4          | CF+CdL          | 0+3             | 0+1             | -                  | -                  | -                  | -           | -           | -           | 32     | 5      |        |
| 2019-2020        | Troyes           | L2               | 23         | 0          | CF+CdL          | 0+0             | 0+0             | -                  | -                  | -                  | -           | -           | -           | 23     | 0      |        |
| 2020-2021        | Troyes           | L2               | 35         | 1          | CF              | 0               | 0               | -                  | -                  | -                  | -           | -           | -           | 35     | 1      |        |
| Totale Troyes    | Totale Troyes    | Totale Troyes    | 86+1       | 5          |                 | 3               | 1               |                    | -                  | -                  |             | -           | -           | 90     | 6      |        |
| mag.-dic. 2021   | LA Galaxy        | MLS              | 22         | 5          | -               | -               | -               | -                  | -                  | -                  | -           | -           | -           | 22     | 5      |        |
| gen.-ago. 2022   | LA Galaxy        | MLS              | 22         | 3          | USOC            | 4               | 0               | -                  | -                  | -                  | -           | -           | -           | 26     | 3      |        |
| Totale LA Galaxy | Totale LA Galaxy | Totale LA Galaxy | 44         | 8          |                 | 4               | 0               |                    | -                  | -                  |             | -           | -           | 48     | 8      |        |
| 2022-2023        | Auxerre          | L1               | 34         | 2          | CF              | 3               | 2               | -                  | -                  | -                  | -           | -           | -           | 37     | 4      |        |
| 2022-2023        | Auxerre          | L2               | 34         | 4          | CF              | 1               | 0               | -                  | -                  | -                  | -           | -           | -           | 35     | 4      |        |
| 2024-gen. 2025   | Auxerre          | L1               | 13         | 1          | CF              | 1               | 0               | -                  | -                  | -                  | -           | -           | -           | 14     | 1      |        |
| Totale Auxerre   | Totale Auxerre   | Totale Auxerre   | 81         | 7          |                 | 5               | 2               |                    | -                  | -                  |             | -           | -           | 86     | 9      |        |
| gen.-giu. 2025   | Young Boys       | SL               | 13         | 2          | CS              | 1               | 0               | -                  | -                  | -                  | -           | -           | -           | 14     | 2      |        |
| Totale carriera  | Totale carriera  | Totale carriera  | 279        | 24         |                 | 23              | 4               |                    | -                  | -                  |             | -           | -           | 302    | 28     |        |

### Cronologia presenze e reti in nazionale
| Cronologia completa delle presenze e delle reti in nazionale ― Madagascar | Cronologia completa delle presenze e delle reti in nazionale ― Madagascar | Cronologia completa delle presenze e delle reti in nazionale ― Madagascar | Cronologia completa delle presenze e delle reti in nazionale ― Madagascar | Cronologia completa delle presenze e delle reti in nazionale ― Madagascar | Cronologia completa delle presenze e delle reti in nazionale ― Madagascar | Cronologia completa delle presenze e delle reti in nazionale ― Madagascar | Cronologia completa delle presenze e delle reti in nazionale ― Madagascar |
| Data                                                                      | Città                                                                     | In casa                                                                   | Risultato                                                                 | Ospiti                                                                    | Competizione                                                              | Reti                                                                      | Note                                                                      |
| ------------------------------------------------------------------------- | ------------------------------------------------------------------------- | ------------------------------------------------------------------------- | ------------------------------------------------------------------------- | ------------------------------------------------------------------------- | ------------------------------------------------------------------------- | ------------------------------------------------------------------------- | ------------------------------------------------------------------------- |
| 2-6-2019                                                                  | Lussemburgo                                                               | Lussemburgo                                                               | 3 – 3                                                                     | Madagascar                                                                | Amichevole                                                                | -                                                                         | 46’                                                                       |
| 7-6-2019                                                                  | Nairobi                                                                   | Kenya                                                                     | 1 – 0                                                                     | Madagascar                                                                | Amichevole                                                                | -                                                                         |                                                                           |
| 14-6-2019                                                                 | Antananarivo                                                              | Madagascar                                                                | 1 – 3                                                                     | Mauritania                                                                | Amichevole                                                                | 1                                                                         | 51’                                                                       |
| 22-6-2019                                                                 | Alessandria d'Egitto                                                      | Madagascar                                                                | 2 – 2                                                                     | Guinea                                                                    | Coppa d'Africa 2019 - 1º turno                                            | -                                                                         | 64’                                                                       |
| 27-6-2019                                                                 | Alessandria d'Egitto                                                      | Madagascar                                                                | 1 – 0                                                                     | Burundi                                                                   | Coppa d'Africa 2019 - 1º turno                                            | -                                                                         | 74’                                                                       |
| 30-6-2019                                                                 | Alessandria d'Egitto                                                      | Madagascar                                                                | 2 – 0                                                                     | Nigeria                                                                   | Coppa d'Africa 2019 - 1º turno                                            | -                                                                         | 86’                                                                       |
| 7-7-2019                                                                  | Alessandria d'Egitto                                                      | Madagascar                                                                | 2 – 2 dts (6-4 dtr)                                                       | RD del Congo                                                              | Coppa d'Africa 2019 - Ottavi di finale                                    | -                                                                         | 58’                                                                       |
| 16-11-2019                                                                | Antananarivo                                                              | Madagascar                                                                | 1 – 0                                                                     | Etiopia                                                                   | Qual. Coppa d'Africa 2019                                                 | 1                                                                         | 46’                                                                       |
| 12-10-2020                                                                | El Jadida                                                                 | Burkina Faso                                                              | 2 – 1                                                                     | Madagascar                                                                | Amichevole                                                                | -                                                                         |                                                                           |
| 12-11-2020                                                                | Abidjan                                                                   | Costa d'Avorio                                                            | 2 – 1                                                                     | Madagascar                                                                | Qual. Coppa d'Africa 2021                                                 | -                                                                         | 60’                                                                       |
| 17-11-2020                                                                | Antananarivo                                                              | Madagascar                                                                | 1 – 1                                                                     | Costa d'Avorio                                                            | Qual. Coppa d'Africa 2021                                                 | -                                                                         | 78’                                                                       |
| 30-3-2021                                                                 | Antananarivo                                                              | Madagascar                                                                | 0 – 0                                                                     | Niger                                                                     | Qual. Coppa d'Africa 2021                                                 | -                                                                         |                                                                           |
| 2-9-2021                                                                  | Antananarivo                                                              | Madagascar                                                                | 0 – 1                                                                     | Benin                                                                     | Qual. Mondiali 2022                                                       | -                                                                         |                                                                           |
| 7-9-2021                                                                  | Dar es Salaam                                                             | Tanzania                                                                  | 3 – 2                                                                     | Madagascar                                                                | Qual. Mondiali 2022                                                       | -                                                                         |                                                                           |
| 7-10-2021                                                                 | Rabat                                                                     | RD del Congo                                                              | 2 – 0                                                                     | Madagascar                                                                | Qual. Mondiali 2022                                                       | -                                                                         |                                                                           |
| 10-10-2021                                                                | Antananarivo                                                              | Madagascar                                                                | 1 – 0                                                                     | RD del Congo                                                              | Qual. Mondiali 2022                                                       | -                                                                         |                                                                           |
| 11-11-2021                                                                | Cotonou                                                                   | Benin                                                                     | 2 – 0                                                                     | Madagascar                                                                | Qual. Mondiali 2022                                                       | -                                                                         |                                                                           |
| 14-11-2021                                                                | Antananarivo                                                              | Madagascar                                                                | 1 – 1                                                                     | Tanzania                                                                  | Qual. Mondiali 2022                                                       | -                                                                         |                                                                           |
| 1-6-2022                                                                  | Cape Coast                                                                | Ghana                                                                     | 3 – 0                                                                     | Madagascar                                                                | Qual. Coppa d'Africa 2023                                                 | -                                                                         |                                                                           |
| 5-6-2022                                                                  | Antananarivo                                                              | Madagascar                                                                | 1 – 1                                                                     | Angola                                                                    | Qual. Coppa d'Africa 2023                                                 | -                                                                         |                                                                           |
| 24-9-2022                                                                 | Mohammedia                                                                | Rep. del Congo                                                            | 3 – 3                                                                     | Madagascar                                                                | Amichevole                                                                | -                                                                         |                                                                           |
| 27-9-2022                                                                 | Mohammedia                                                                | Benin                                                                     | 1 – 3                                                                     | Madagascar                                                                | Amichevole                                                                | 1                                                                         |                                                                           |
| 23-3-2023                                                                 | Antananarivo                                                              | Madagascar                                                                | 0 – 3                                                                     | Rep. Centrafricana                                                        | Qual. Coppa d'Africa 2023                                                 | -                                                                         |                                                                           |
| 27-3-2023                                                                 | Douala                                                                    | Rep. Centrafricana                                                        | 2 – 0                                                                     | Madagascar                                                                | Qual. Coppa d'Africa 2023                                                 | -                                                                         | 63’                                                                       |
| 7-9-2023                                                                  | Lubango                                                                   | Angola                                                                    | 0 – 0                                                                     | Madagascar                                                                | Qual. Coppa d'Africa 2023                                                 | -                                                                         | cap.                                                                      |
| 14-10-2023                                                                | Mohammedia                                                                | Madagascar                                                                | 1 – 2                                                                     | Mauritania                                                                | Amichevole                                                                | -                                                                         |                                                                           |
| 17-11-2023                                                                | Kumasi                                                                    | Ghana                                                                     | 1 – 0                                                                     | Madagascar                                                                | Qual. Mondiali 2026                                                       | -                                                                         | cap. 77’                                                                  |
| 20-11-2023                                                                | Oujda                                                                     | Ciad                                                                      | 0 – 3                                                                     | Madagascar                                                                | Qual. Mondiali 2026                                                       | -                                                                         | cap.                                                                      |
| 22-3-2024                                                                 | Antananarivo                                                              | Madagascar                                                                | 1 – 0                                                                     | Burundi                                                                   | Amichevole                                                                | -                                                                         | cap. 66’                                                                  |
| 25-3-2024                                                                 | Antananarivo                                                              | Madagascar                                                                | 0 – 2                                                                     | Ruanda                                                                    | Amichevole                                                                | -                                                                         | cap.                                                                      |
| 7-6-2024                                                                  | Johannesburg                                                              | Madagascar                                                                | 2 – 1                                                                     | Comore                                                                    | Qual. Mondiali 2026                                                       | 2                                                                         | 83’                                                                       |
| 11-6-2024                                                                 | Johannesburg                                                              | Madagascar                                                                | 0 – 0                                                                     | Mali                                                                      | Qual. Mondiali 2026                                                       | -                                                                         |                                                                           |
| 5-9-2024                                                                  | Radès                                                                     | Tunisia                                                                   | 1 – 0                                                                     | Madagascar                                                                | Qual. Coppa d'Africa 2025                                                 | -                                                                         |                                                                           |
| 9-9-2024                                                                  | Radès                                                                     | Madagascar                                                                | 1 – 1                                                                     | Comore                                                                    | Qual. Coppa d'Africa 2025                                                 | -                                                                         |                                                                           |
| 11-10-2024                                                                | Casablanca                                                                | Madagascar                                                                | 1 – 1                                                                     | Gambia                                                                    | Qual. Coppa d'Africa 2025                                                 | -                                                                         | 25’                                                                       |
| 14-10-2024                                                                | El Jadida                                                                 | Gambia                                                                    | 1 – 0                                                                     | Madagascar                                                                | Qual. Coppa d'Africa 2025                                                 | -                                                                         | Cap.                                                                      |
| 14-11-2024                                                                | Pretoria                                                                  | Madagascar                                                                | 2 – 3                                                                     | Tunisia                                                                   | Qual. Coppa d'Africa 2025                                                 | -                                                                         |                                                                           |
| 18-11-2024                                                                | Al Hoceima                                                                | Comore                                                                    | 1 – 0                                                                     | Madagascar                                                                | Qual. Coppa d'Africa 2025                                                 | -                                                                         | cap.                                                                      |
| 19-3-2025                                                                 | Casablanca                                                                | Rep. Centrafricana                                                        | 1 – 4                                                                     | Madagascar                                                                | Qual. Mondiali 2026                                                       | 2                                                                         | cap.                                                                      |
| 24-3-2025                                                                 | Al Hoceima                                                                | Madagascar                                                                | 0 – 3                                                                     | Ghana                                                                     | Qual. Mondiali 2026                                                       | -                                                                         | cap.                                                                      |
| 8-6-2025                                                                  | Orléans                                                                   | RD del Congo                                                              | 3 – 1                                                                     | Madagascar                                                                | Amichevole                                                                | -                                                                         |                                                                           |
| Totale                                                                    |                                                                           | Presenze                                                                  | 41                                                                        |                                                                           | Reti                                                                      | 7                                                                         |                                                                           |

## Palmarès

### Club

#### Competizioni nazionali
- Campionato francese di seconda divisione: 2

Troyes: 2020-2021
Auxerre: 2023-2024